# Oxalis violacea
Oxalis violacea är en harsyreväxtart som beskrevs av Carl von Linné. Oxalis violacea ingår i släktet oxalisar, och familjen harsyreväxter. Inga underarter finns listade i Catalogue of Life.